# Борщовский сельсовет (Гомельская область)
Борщовский сельсовет (белор. Баршчоўскi сельсавет) — административная единица на территории Добрушского района Гомельской области Республики Беларусь. Административный центр — агрогородок Борщовка.

## История
Борщовский сельсовет образован в 1926 году.

## Состав
Борщовский сельсовет включает 1 населённый пункт:
- Борщовка — агрогородок